# 箱根関

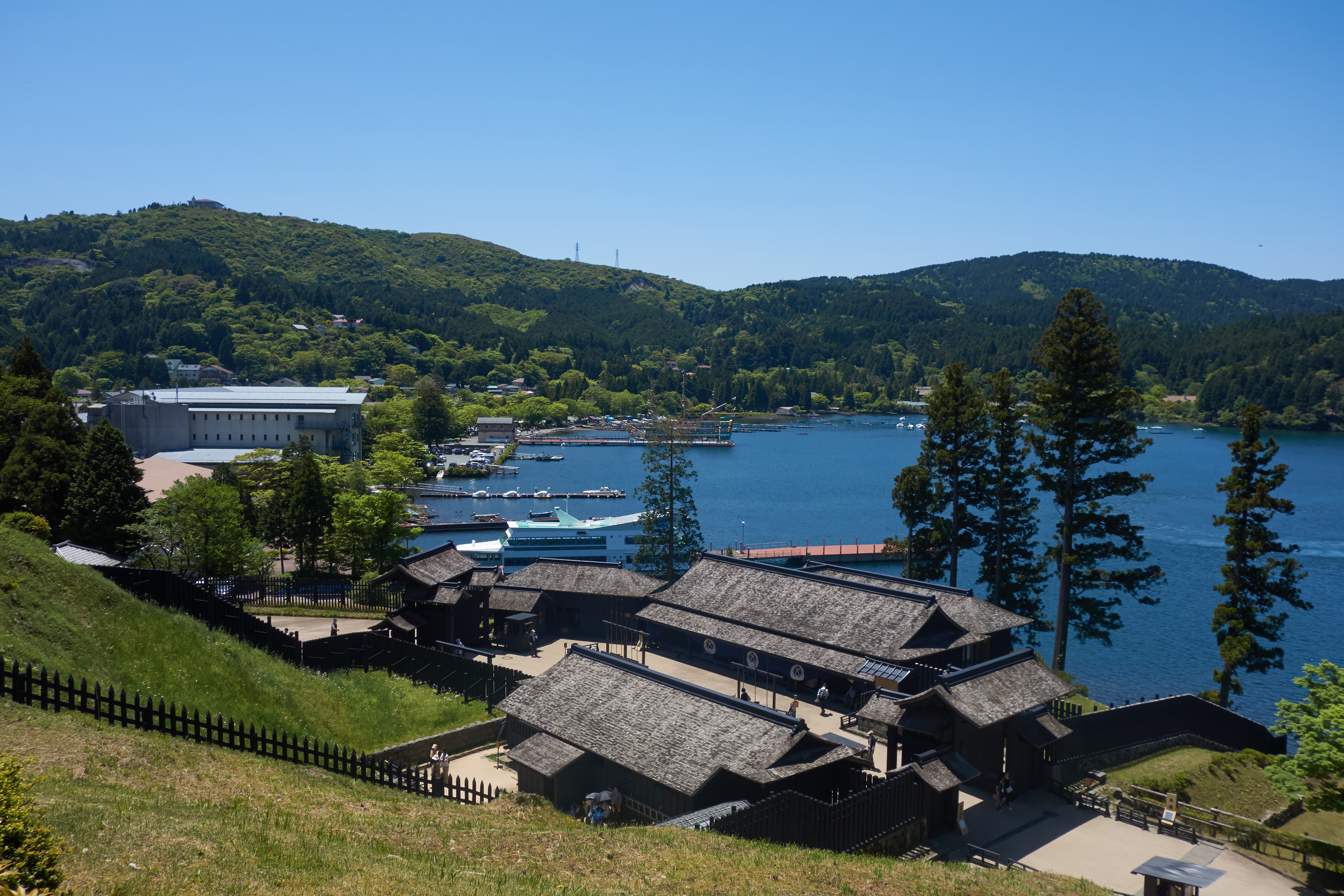
箱根関所。2007年3月に復元された。

箱根関（はこねのせき）は、かつて箱根にあった関所である。一般には、江戸幕府によって元和5年（1619年）から明治2年（1869年）まで、相模国足柄下郡箱根の芦ノ湖湖畔に設置されていた東海道の箱根関所（はこねせきしょ）を指す。
箱根山には箱根関所を中心として根府川（小田原市）・仙石原（箱根町）・矢倉沢（南足柄市）・川村・谷ケ（共に山北町）の6か所に関所が設置されていた。

## 沿革

### 古代
箱根に関所が設置された始期については定かではないが、奈良・平安時代律令期には既に箱根峠を経由する箱根路が開設されるとともにその路上に関所が設置されていた。足柄峠の足柄路とともに関東防衛の役割を担った。平将門の乱の際には、平将門が箱根に兵を派遣して、これを封鎖することを考えた。

### 中世
鎌倉時代には、承久の乱の際に北条義時が御家人から出された箱根路・足柄路に置かれた関を固めて同地で官軍を食い止める策を斥けて兵を上洛させたと伝えられている。箱根関所の防備が問題となっており、『承久記』は『吾妻鏡』とほぼ同様の記事があり、鎌倉時代には箱根関所があったといえるが、箱根関所の設置位置は明らかではない。
承久3年（1221年）、「承久の変に鎌倉幕府が出征の評議をこらし」「所詮は足柄・箱根両方の道路を固関して相待つべき（『吾妻鏡』）」の議を述べ、「関を守って日にわたるの条、かへって敗北の因たるべきか（『吾妻鏡』）」とし、箱根関所の防備が問題となったという。
室町幕府の鎌倉府も箱根に関所を設置して関銭の徴収を行った事が知られている。康暦2年（1380年）の『円覚寺文書』には、箱根山葦川宿の辺りに関所を3年間限定で設置して円覚寺の造営料に充てたと記された。
その後も応永13年（1406年）に箱根山中の水飲峠に水飲関が置かれたという。戦国時代になると、後北条氏が箱根山の西側（伊豆国）に山中城を設置した際に関所の機能を吸収したという。
永享時代（1429年から1441年）ごろ、箱根湯本に湯本関が置かれ、関銭を鎌倉大蔵の稲荷神社の修繕にあてられた。箱根はところどころに関所が置かれたが、整備されたのは近世という。

### 江戸幕府と箱根関所

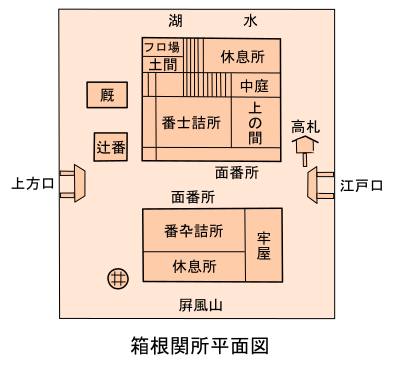
箱根関所の平面図

近世の箱根関所の起源は不明である。しかし、元和4年（1618年）頃には既に箱根の宿駅であることから、この時期に箱根関所も設置されたものとされている。

#### 箱根関所の設置
後北条氏滅亡後、関東には徳川家康が入り、後に江戸幕府を開いた。幕府は須雲川沿いに新道（「箱根八里」）を設置してこれを東海道の本道として整備して、箱根神社の側に関所を設置したが、地元（元箱根）住民との対立を惹き起こした。そのため箱根峠寄りに人工の町である「箱根宿」を、元箱根側の芦ノ湖畔に箱根関所を設置した。
箱根関所は一時期を除いては原則的には、相模国足柄下郡及び箱根山を挟んで接する駿河国駿東郡を支配する譜代の大藩小田原藩が実際の管理運営を行っていた。
東海道は江戸と京都・大坂の三都間を結ぶ最重要交通路とされた。

#### 関所の構造

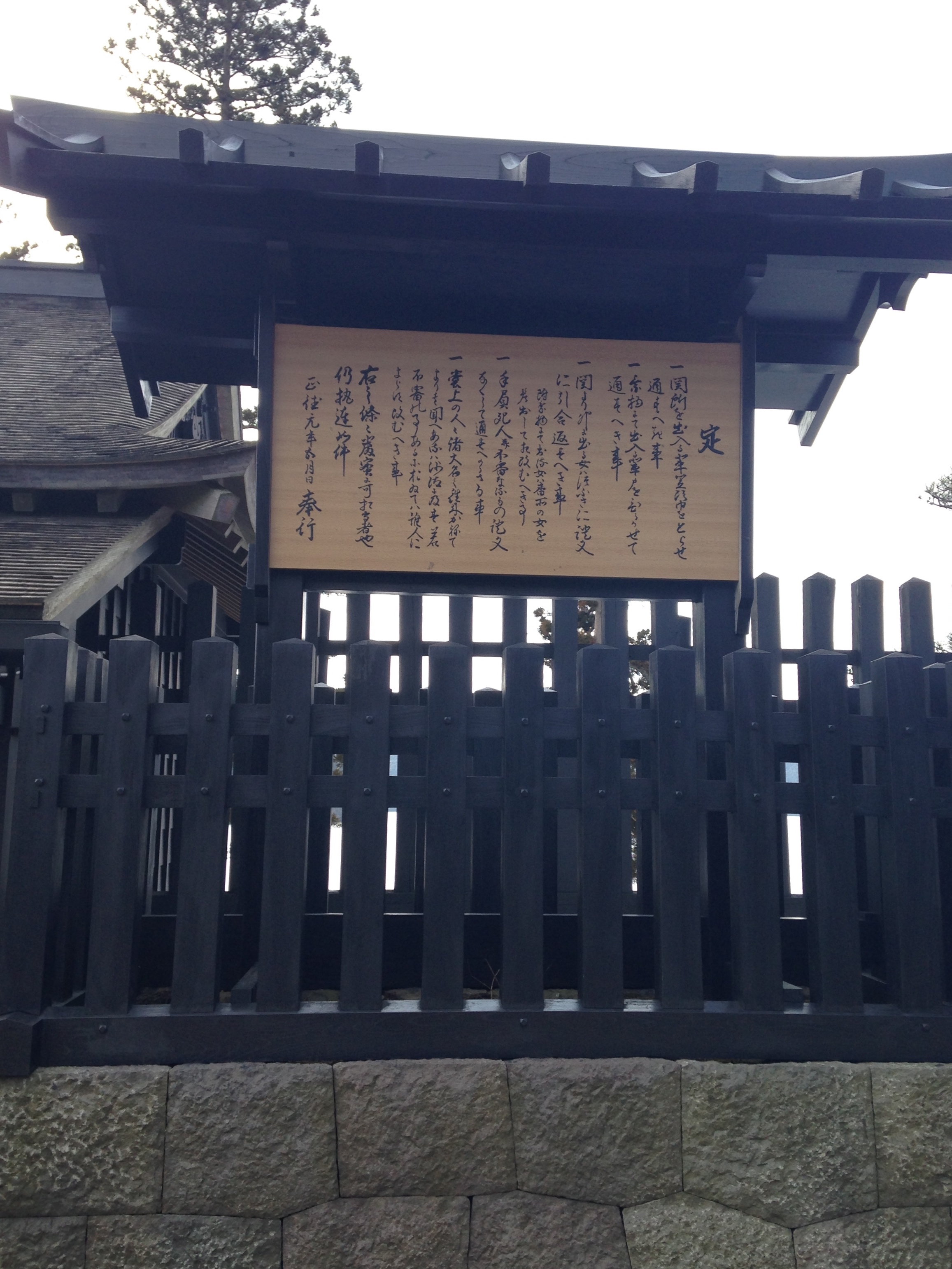
箱根関所の高札場

箱根関所を設置した地点は、東北に屏風山があり、西南に芦ノ湖があり、中央に東海道が通った。道の両側には縦64メートル、横13メートルの空き地があった。
両門の間は約18メートルで、関門の左右の石垣・関所の礎石は残っている。建造物は上御番所・番士詰所・休息所・風呂場からなる「面番所」、所詰半番・休息所・牢屋からなる「向番所」、厩、辻番、高札場などが設置され、柵で囲まれていた。また、関所裏の屏風山には「遠見番所」、芦ノ湖南岸には「外屋番所」が設置され、周囲の山林は要害山・御用林の指定を受けていた。そこを通過して関所破り（関所抜け）を行おうとした者は厳罰に処せられたのである。

#### 関所道具類
箱根関所には常備付の武具として弓5・鉄砲10・長柄槍10・大身槍5・三道具1組（突棒・刺股・袖搦各1）・寄棒10が規定されていた。が、ほとんどが旅人を脅すためのもので、火縄銃に火薬が詰めておらず、弓があっても矢が無かったなどのことが分かっている。

#### 箱根関所の番士
貞享3年（1686年）の小田原藩の職制によれば、箱根関所は番頭1・平番士3（以上侍身分）・小頭1・足軽10・仲間（中間）2（以上「足軽」身分）・定番人3・人見女2・その他非常用の人夫から構成された。後に番頭を補佐する者として侍身分の横目1名が追加された。侍・足軽身分の者は小田原藩士であり、侍は毎月2日、足軽は毎月23日に小田原城から派遣されて交代で勤務した。定番人・人見女は箱根近辺の農民から雇用して幕府が手当の肩代わりを行い、人夫は主として駿東郡などの小田原領民があたった。

## 箱根関所と5つの脇関所

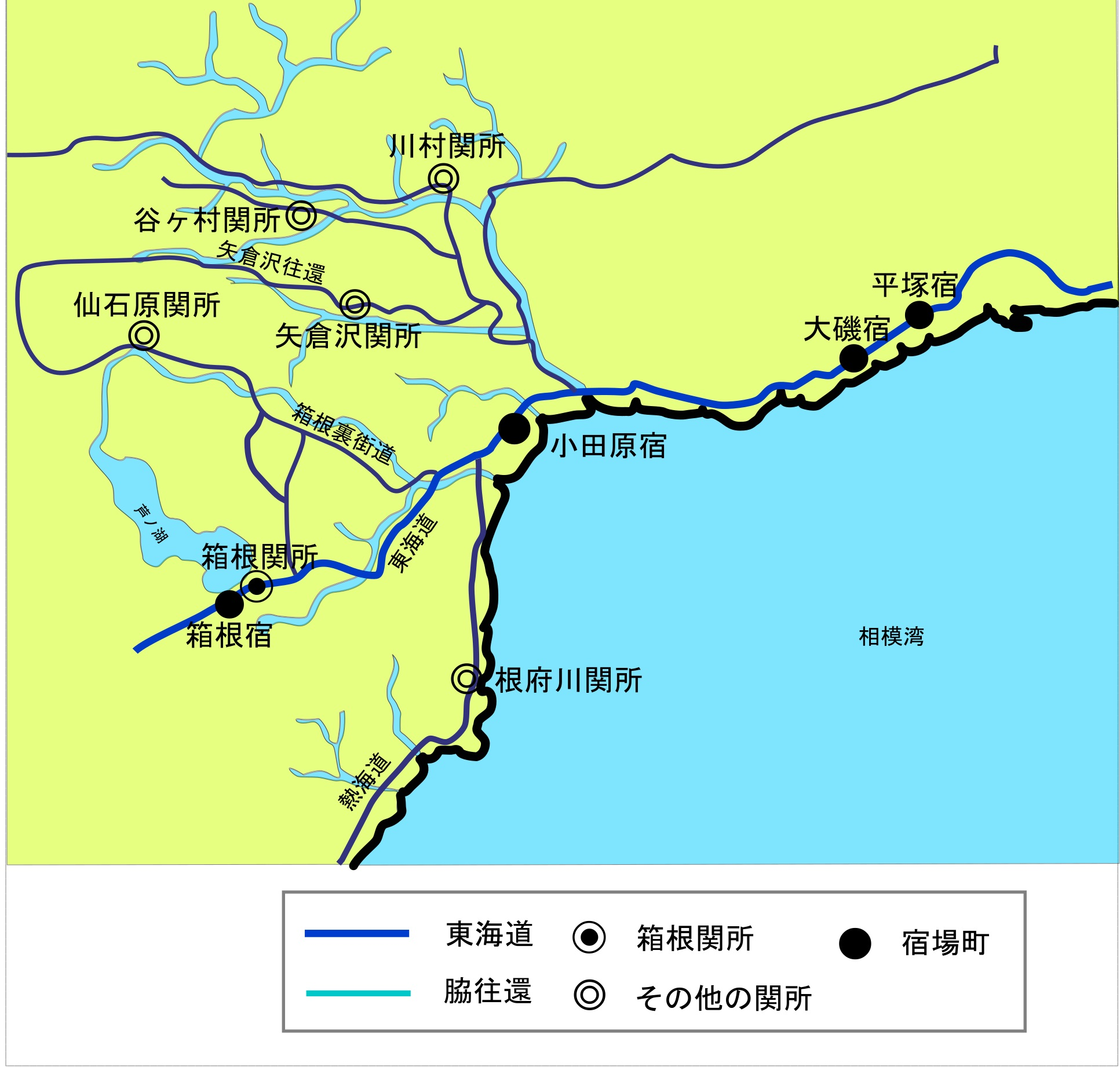
箱根関と東海道・脇往還

根府川・矢倉沢・川村・仙石原・谷ヶ村の五関所は、箱根関所と同じく、小田原城主が管理していた。熱海入湯道（熱海街道あるいは熱海道）に根府川関所、足柄路の流れを汲む矢倉沢往還には矢倉沢関所、箱根裏街道には仙石原関など5ヶ所の脇往還にも関所が設置され、江戸幕府の公式な箱根関所と5つの脇関所から江戸時代の箱根関が構成された。

### 根府川関所

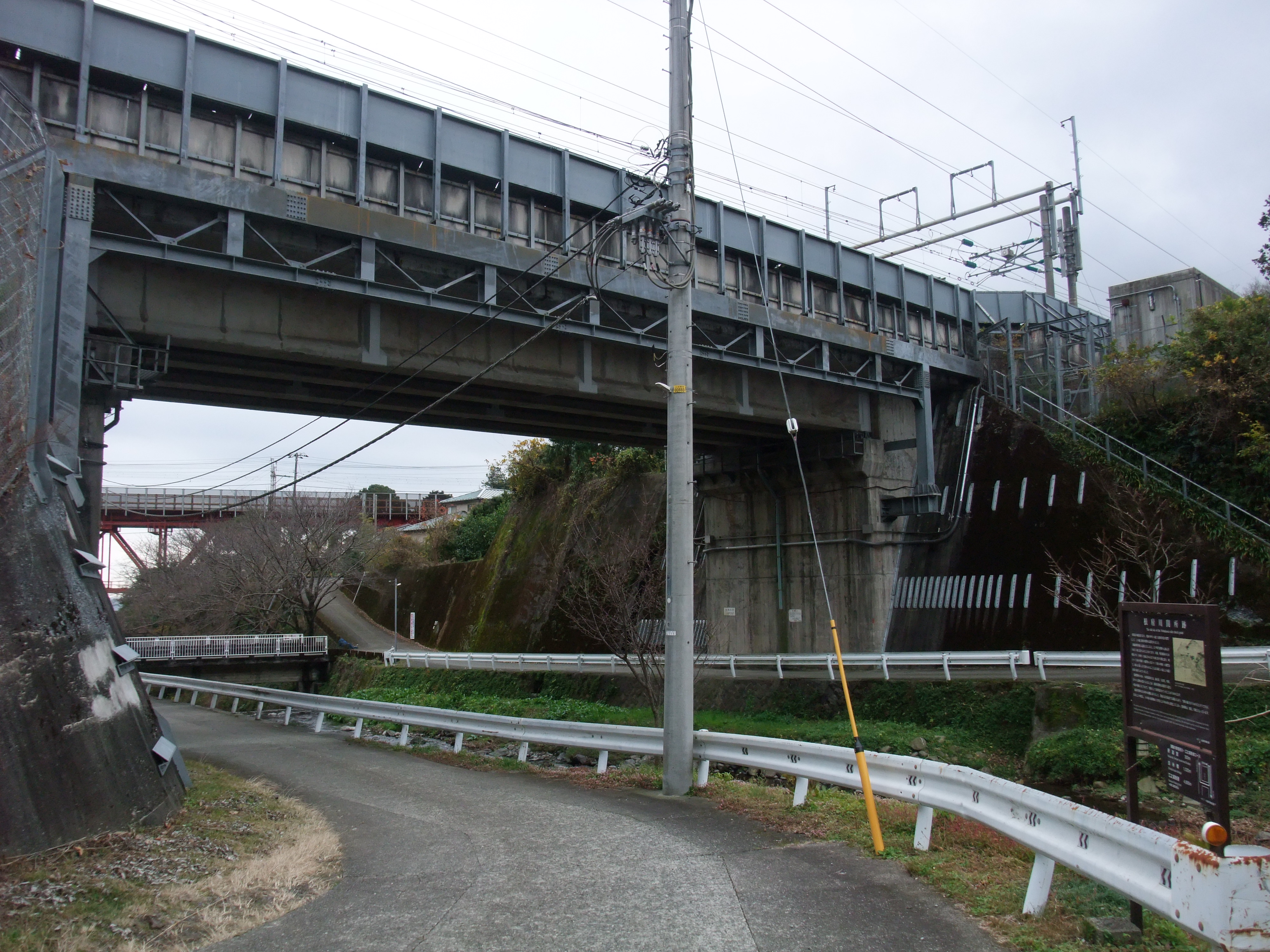
根府川関所跡の案内板(右側)と東海道新幹線白糸川橋梁

箱根の関所の裏番所として、熱海街道に設置された根府川関所は箱根関所に準じていたが、『御関所御規定心得方書記』によると通行人の規定が、一般の関所ではそれほど問題とならない町民・農民まで手形を求めていた。東海道新幹線白糸川橋梁建設に伴う河川改修で川底に沈んでしまった。

### 矢倉沢関所
天正18年（1590年）には江戸に入国した徳川家康が、西方の防衛として、東海道足柄越の矢倉沢に関所を設置し、全国統一後も存続させていた。

## 箱根関所（江戸時代）の検閲

### 箱根関所の検問
箱根関所の通過の際、検問するに事柄は、『諸国御関所覚書』に示され、時間は明け6つから暮れ6つまでと規定されて、夜間通行は原則禁止された。
関西方面から江戸へ向かう者は特に検閲がなかった。逆に、江戸から上方へ向かう婦女子や乱心者、手負者、囚人、首、死骸等の反乱の原因になりうるものは、留守居の証文、夜間通行には老中証文や宿場問屋の断書が必要であった。道中奉行支配下の街道にあった新居関所、気賀関所、碓氷関所、福島関所などの関所の通過には、箱根関所同様に一定の証文が必要であった。

### 入鉄炮出女
「入鉄炮に出女」に象徴される厳重な監視体制が採られた。後に、寛永年間に同じ東海道の今切関所との役割分担が定められ、今切が江戸に入る鉄砲（入鉄炮）を監視し、箱根が江戸から出る女性（出女）を監視する任務を主とするようになった。
箱根関所の特徴は、武具の検問をしないで通行を許可しており、鉄炮手形が無い場合でも通行は差支えないが、手形持参の場合は形式上検問して通行を許可していたという。『御関所御規定心得方書記』によると、「鉄砲手形が無い場合でも通行は差し支えないが、手形持参の場合には、一応形式上でだけ検閲して通行を許可」するものであった。そのため、箱根関所には、差し出された鉄砲手形が残されている。

## 関所廃止と史跡指定

### 関所廃止
幕末の慶応の改革の段階で簡単な検問機能のみに縮小されていた。
明治2年（1869年）には明治政府が諸国の関所を全廃した時、箱根関も廃止された。

### 復元と史跡指定

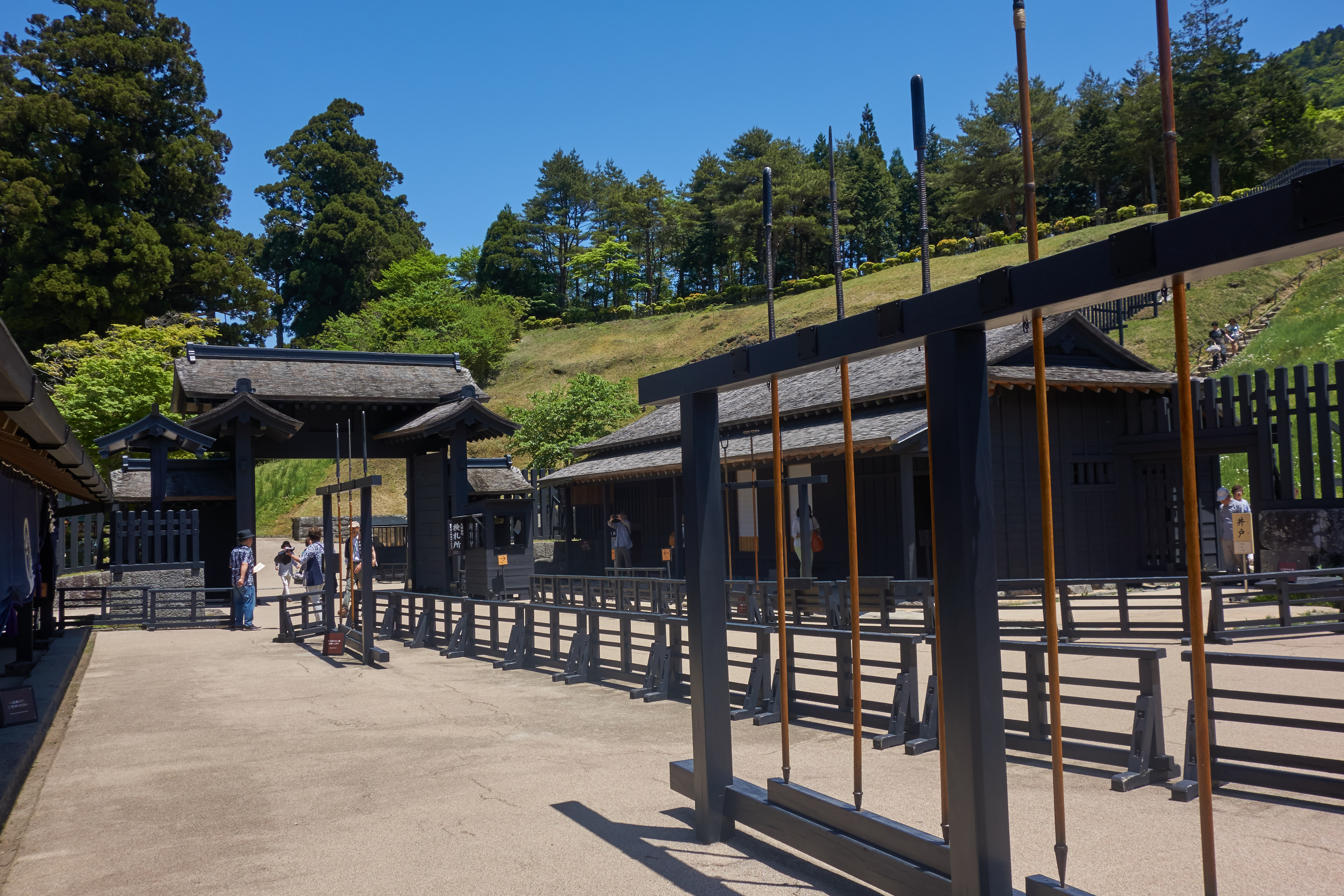
箱根町立箱根関所資料館

箱根関跡は大正11年（1922年）、国の史跡とされた。昭和40年（1965年）、箱根町立箱根関所資料館が開設された。昭和58年（1983年）、静岡県韮山町（現・伊豆の国市）の江川文庫から『相州御関所御修復出来形帳』（慶応元年（1865年））が発見されたことにより、箱根関所の構造が明らかとなり、後に行われる復元のきっかけとなった。
平成11年から平成13年にかけて発掘調査が行われ、箱根関所の遺構が確認された。
平成16年（2004年）4月、『相州御関所御修復出来形帳』の内容及び発掘調査の成果をふまえ、箱根関所の大番所や上番休息所などが復元され、一般に公開されるようになった。
平成19年（2007年）、石垣等の大規模な復元工事が行われ、周辺の電線を地中に埋設するなどしたうえで、復元された箱根関所が全面公開された。
平成25年（2013年）、資料館が13のテーマ別展示にリニューアルされた。「出女改め」の人形による再現などのほか、「関所破り」のコーナーでは、当時の手配書人相書きから神奈川県警察が作成したモンタージュ写真を見ることができる。

## ギャラリー

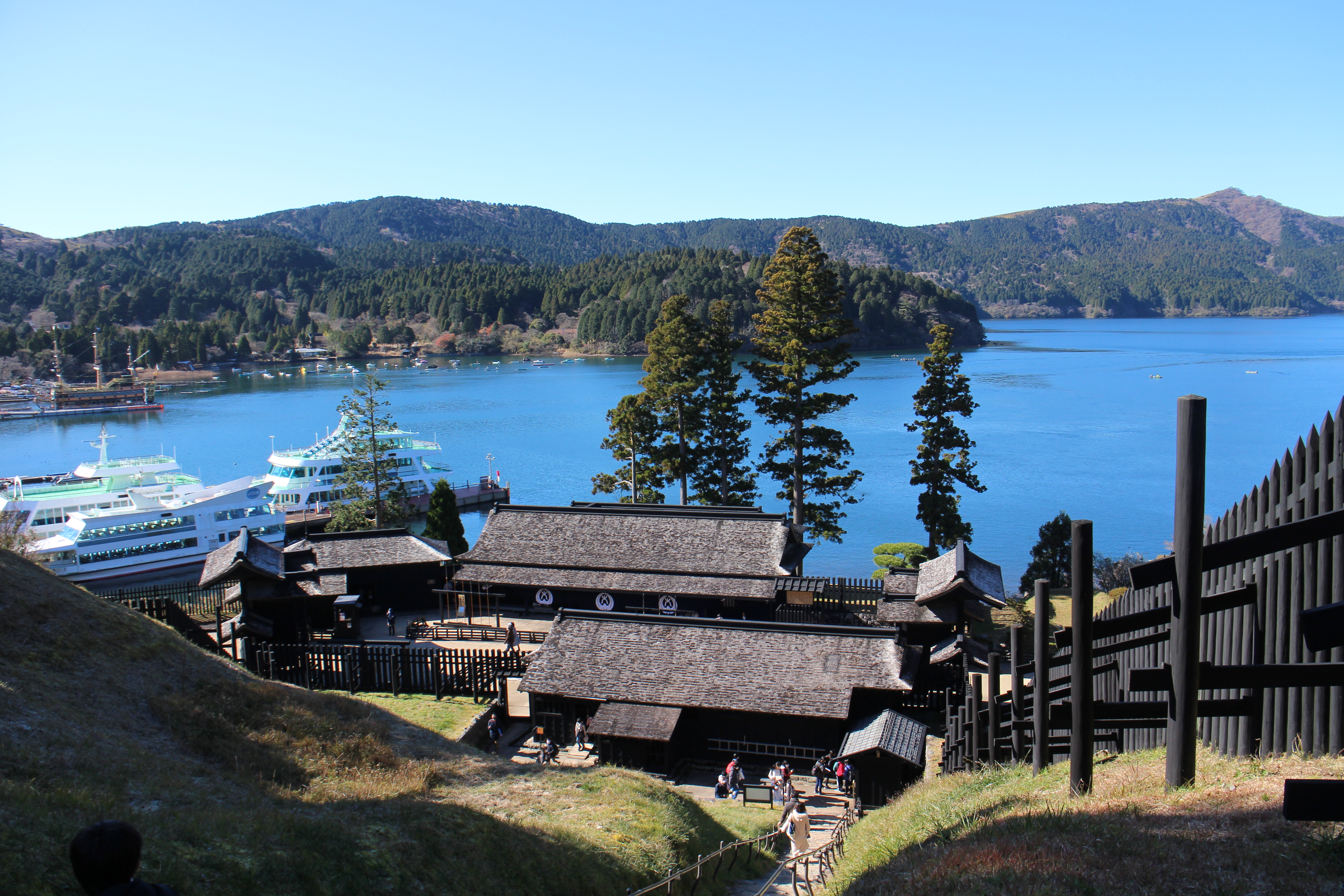
箱根関所と芦ノ湖
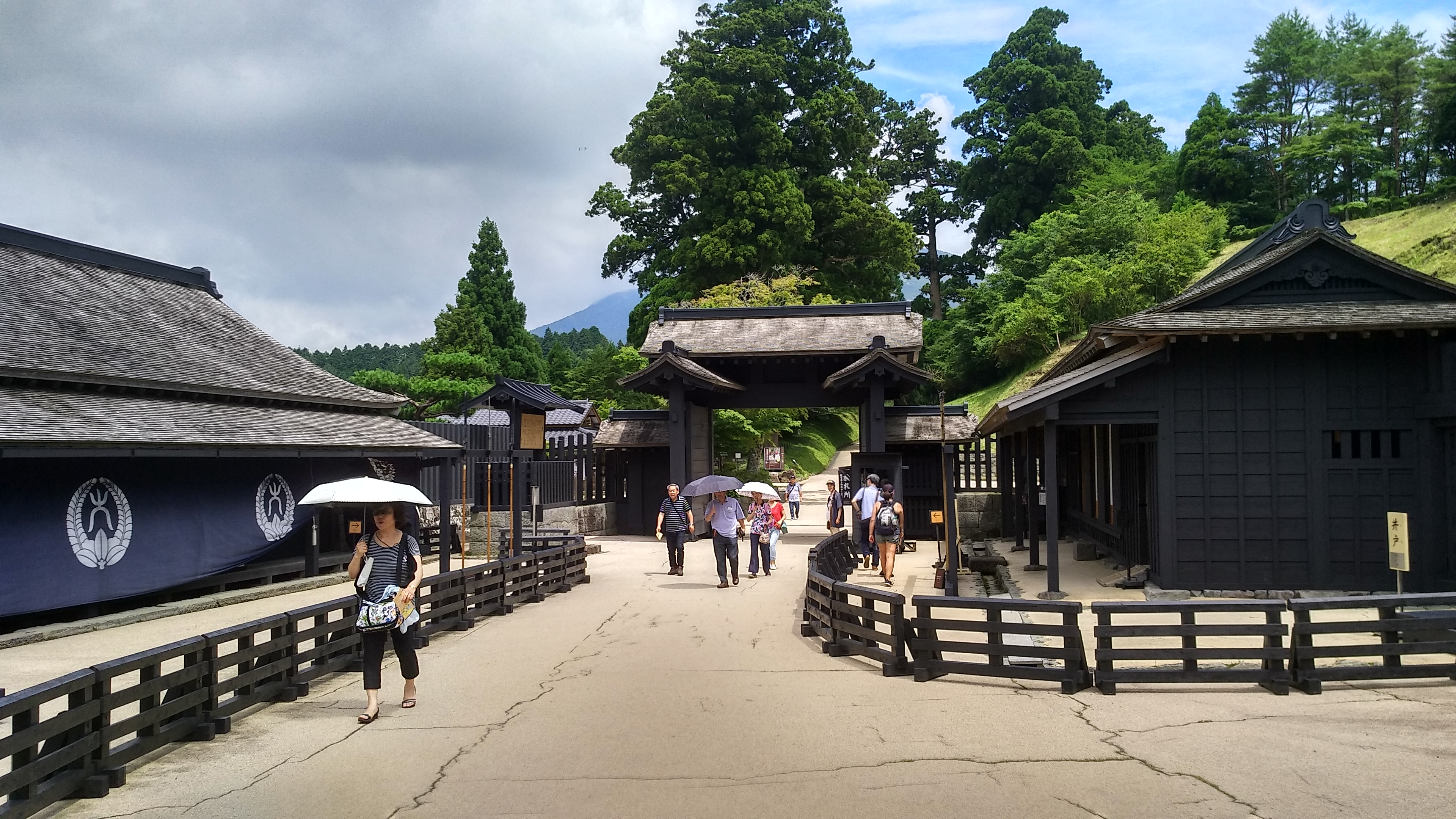
大番所（左）
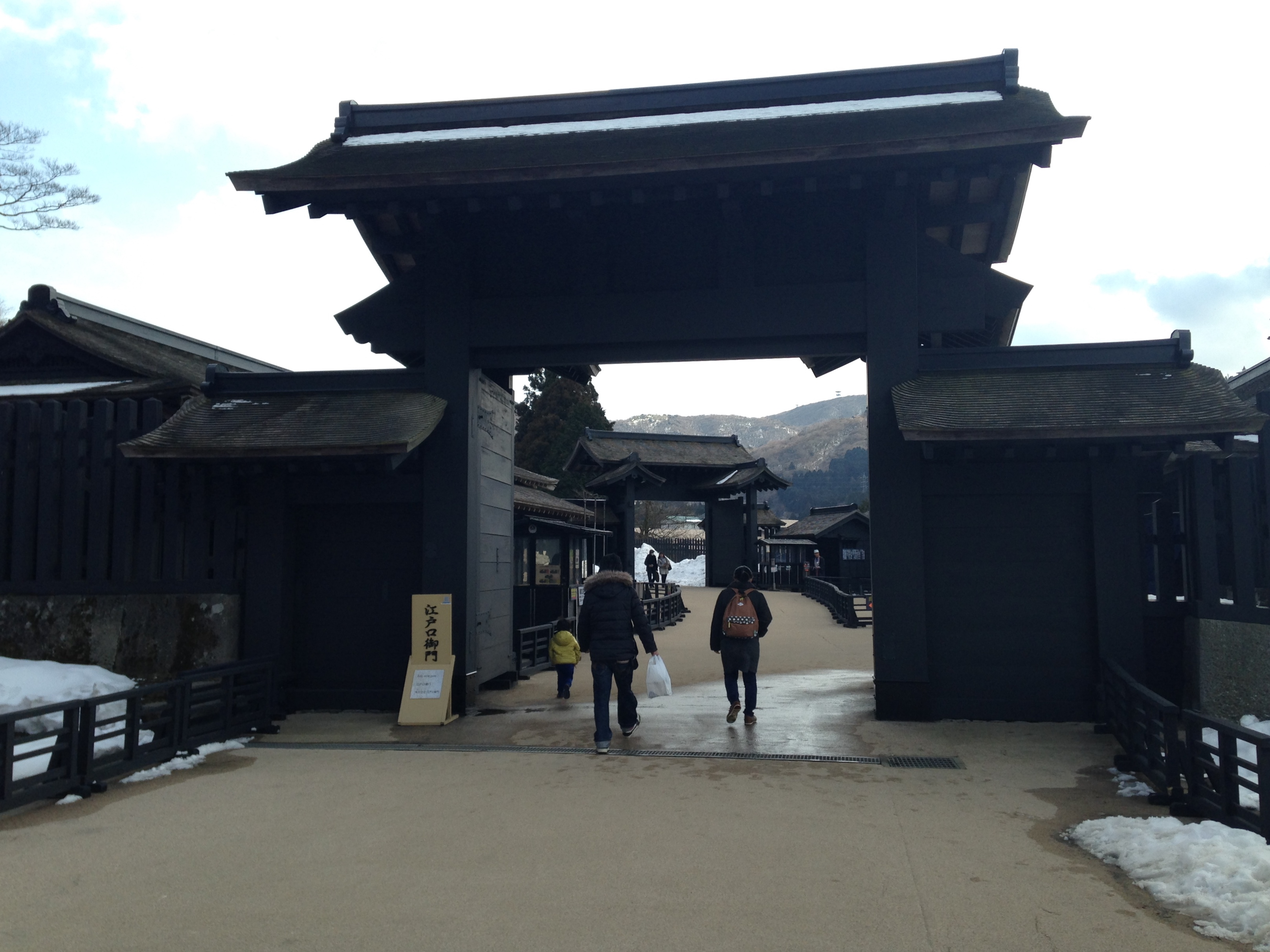
江戸口御門
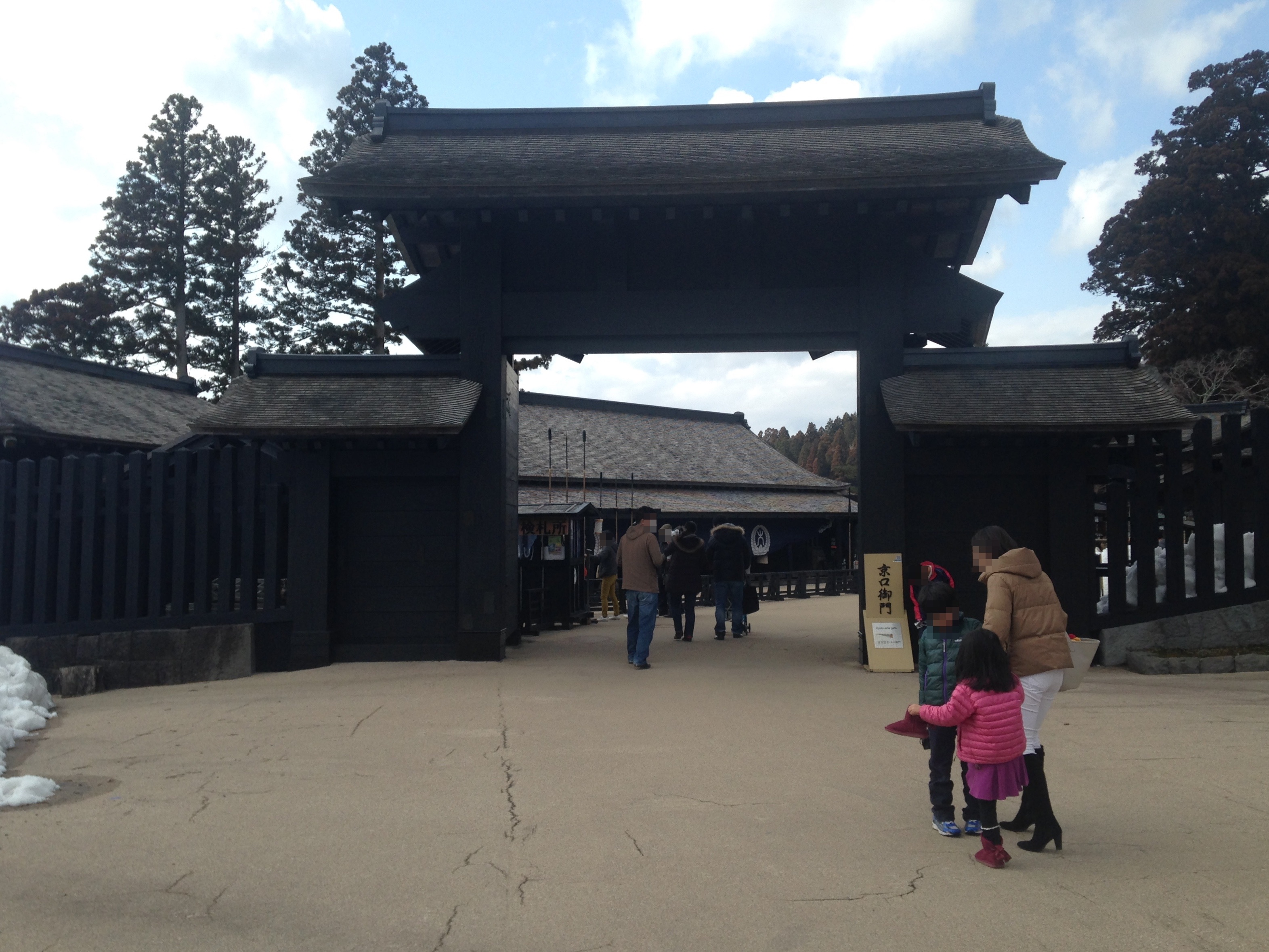
京口御門
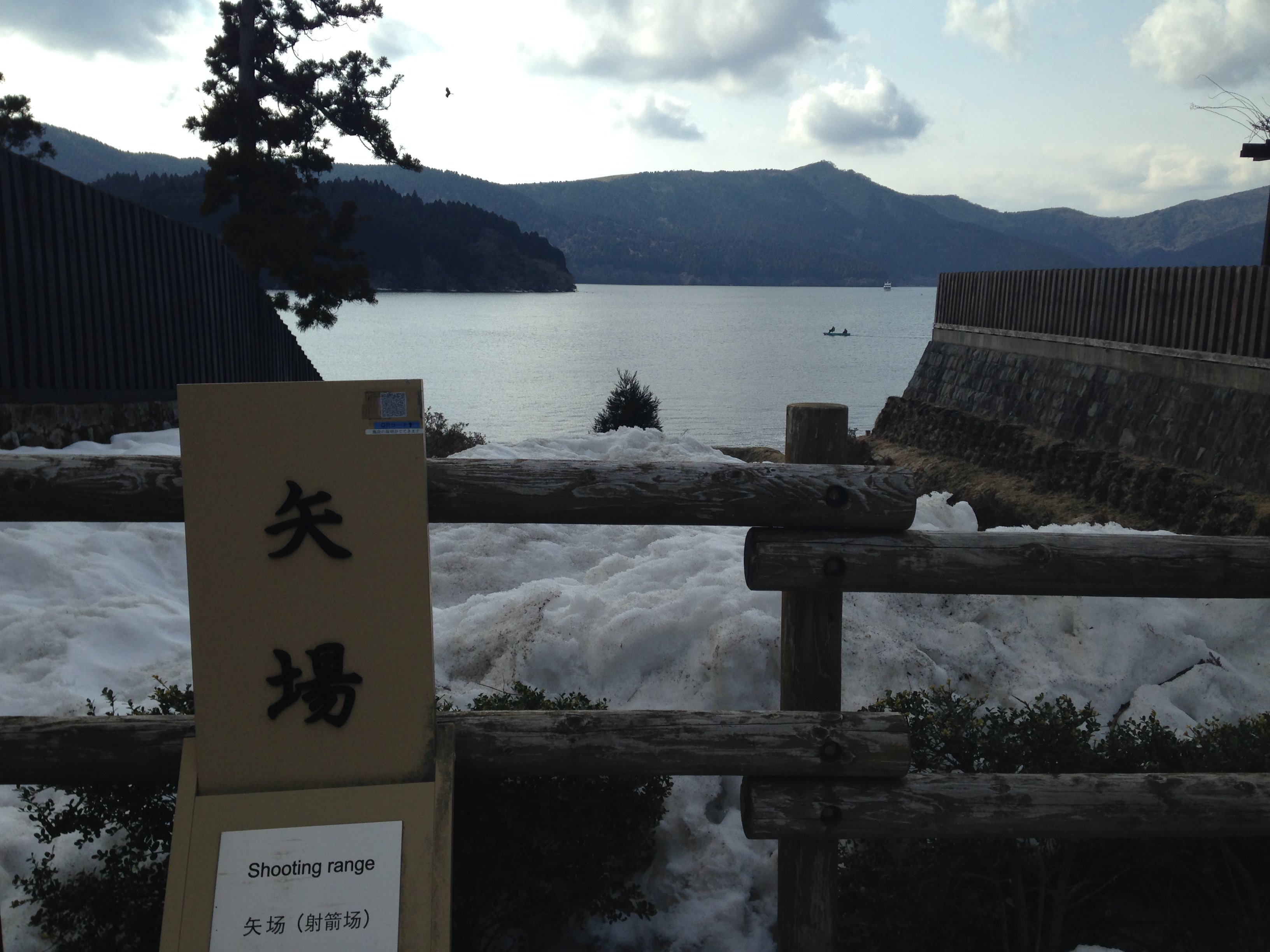
矢場